# 522 Helga
522 Helga eller 1904 NC är en asteroid i huvudbältet, som upptäcktes 10 januari 1904 av den tyske astronomen Max Wolf i Heidelberg.
Asteroiden har en diameter på ungefär 101 kilometer och den tillhör asteroidgruppen Cybele.